# Lampides andrus
Lampides andrus är en fjärilsart som beskrevs av Hans Fruhstorfer 1916. Lampides andrus ingår i släktet Lampides och familjen juvelvingar. Inga underarter finns listade i Catalogue of Life.